# Kalifornienalka
Kalifornienalka (Synthliboramphus scrippsi) är en vadarfågel i familjen alkor som enbart förekommer i ett litet område i nordvästra Mexiko och sydvästligaste USA.

## Utseende och läte
Kalifornienalka är en 24 centimeter lång svartvit alka med svart ovansida och vit undersida, även undersidan av vingen. Det svarta på huvudet sträcker sig till näbben. Näbben är ganska kort och kraftig. Runt ögat syns en bruten vit ögonring. Lätet är ett gällt visslande som ibland avges i serier.
Den närbesläktade guadalupealkan (Synthliboramphus hypoleucus) har mer vitt på ansiktet och örontäckarna som bildar en halvmåne framför och över ögat, medan mexikansk alka (S. craveri) har ett brutet bröstband, det svarta på huvudet sträcker sig under näbben samt avvikande näbbform och sotfärgade vingundersidor.
Lätet beskrivs som en gäll vissling som ibland avges i serier.

## Utbredning och systematik
Arten häckar på Channel Islands utanför södra Kalifornien, USA och mindre öar utmed västra Baja California i nordvästra Mexiko. Tidigare betraktades den som underart till Synthliboramphus hypoleucus, men anses nu vara en fullgod art efter studier som visar på reproduktiv isolering på San Benito Islands och skillnader i morfologi, genetik och läten.

## Levnadssätt
Arten häckar på branta sluttningar och klippor med sparsam växtlighet. Kring ön Santa Barbara lever den av fisklarver, framför allt stillahavsansjovis (Engraulis mordax). Fågeln anländer till häckningskolonierna i Channel Islands i mitten av februari och häckar mest intensivt från slutet av mars till slutet av april. Den lägger två ägg med åtta dagars mellanrum som ruvas i cirka 34 dagar.

## Status och hot
Internationella naturvårdsunionen IUCN kategoriserar arten som sårbar på basis av dess begränsade utbredningsområde på några få öar och skär och det faktum att den verkar minska i antal till följd av invasiva predatorer. Skulle den påträffas häckande vid fler än tio lokaler kan den i framtiden nedgraderas till en lägre hotkategori. Världspopulationen uppskattas till mellan 10 000 och 20 000 vuxna individer.

## Namn
Fågelns vetenskapliga artnamn hedrar tidningsägaren Robert Paine Scripps (1895-1938). Fram tills nyligen kallades den Scripps californiaalka på svenska, men justerades 2023 till ett enklare och mer informativt namn av BirdLife Sveriges taxonomikommitté.